# Albert Pilát
Albert Pilát (n.* 2 noiembrie 1903, Praga, Imperiul Austriac – d. 29 mai 1974, Praga, Cehoslovacia) a fost un botanist și micolog ceh renumit, cu rădăcini austro-germane, care a contribuit între altele cu publicații semnificative referitoare la bureții din ordinul Gasteromycetales și din ordinul Polypores. Abrevierea numelui său de autor este Pilát.

## Biografie
Pilát a studiat istoria naturală la Facultatea de Științe a Universității Carolina din Praga, fiind student al profesorului Josef Velenovský, cel care l-a introdus în materia micologiei. După ce a luat doctoratul în 1926, a rămas asistent acolo până în 1928, când a fost numit profesor la școala agricolă de stat din Mělnice. Deja înainte de absolvire își făcuse un renume prin studiile sale monografice despre familiile de bureți Cyphellaceae și Aleurodiscineae.
În anul 1930, s-a alăturat Muzeului Național din Praga ca asistent științific, devenind în cele din urmă șef al Departamentului de Micologie (1948). Pe lângă publicarea unor numeroase cărți și articole din domeniul micologiei, dar și în alte domenii ale biologiei, Pilát a fost editor al multor jurnale din  Cehoslovacia și străinătate (Germania, Elveția, Franța). Astfel, a fost editor și redactor șef al jurnalului Societății Științifice de Micologie din Cehoslovacia - České Mykologie.
Monografiile micologului despre diferite grupe fungice au urmat într-o succesiune rapidă; astfel, a publicat:
- în 1930, monografia pe familia Stereaceae-lor europene,
- între 1933-1942, monografia sa vastă pe Polyporaceae-le europene,
- în 1946, monografia pe genul Lentinus,
- în 1948, monografia pe genul Crepidotus,
- în 1951, monografia pe genul Agaricus
- în 1957, monografiile pe ordinile de ciuperci Auriculariales, Tremellales,
- în 1958, volumul despre (sub)clasa Gasteromycetes, publicată sub îndrumarea și cooperarea sa în Flora ČSR.

Mai târziu a dezvoltat un interes mare pentru familia de ciuperci Boletaceae și cu cunoașterea sa dobândită a contribuit în numeroase opere în mod important pentru descrierea și cercetarea ei. De abia în 1974, cu puțin timp înainte de moartea sa, a apărut monografia pe familiile fungide Boletaceae și Gomphidiaceae din Cehoslovacia, pe care a scris-o împreună cu coautorul său Aurel Dermek.
Din 1960 a devenit membru corespondent al Academiei cehoslovace de Științe.
Pilát nu a fost numai savant ci, de asemenea, un fotograf excelent. Astfel cele mai multe publicații ale lui au fost însoțite de o mulțime de fotografii științifice în alb-negru. Numărul total al publicațiilor sale micologice este de aproximativ 580. Cu ele a îmbogățit în mod semnificativ cunoștințele despre ciupercile din Europa și Asia. Numeroase specii noi poartă numele său. Toți cei care îl cunoșteau, fie prin întâlniri la congrese în străinătate, fie prin corespondența cu el, au experimentat receptivitatea sa umană și marea sa dorință de a ajuta. Fiind unul dintre cei mai mari micologi ai secolului al XX-lea, el va rămâne neuitat.

## Ciuperci denumite de Albert Pilát (selecție)

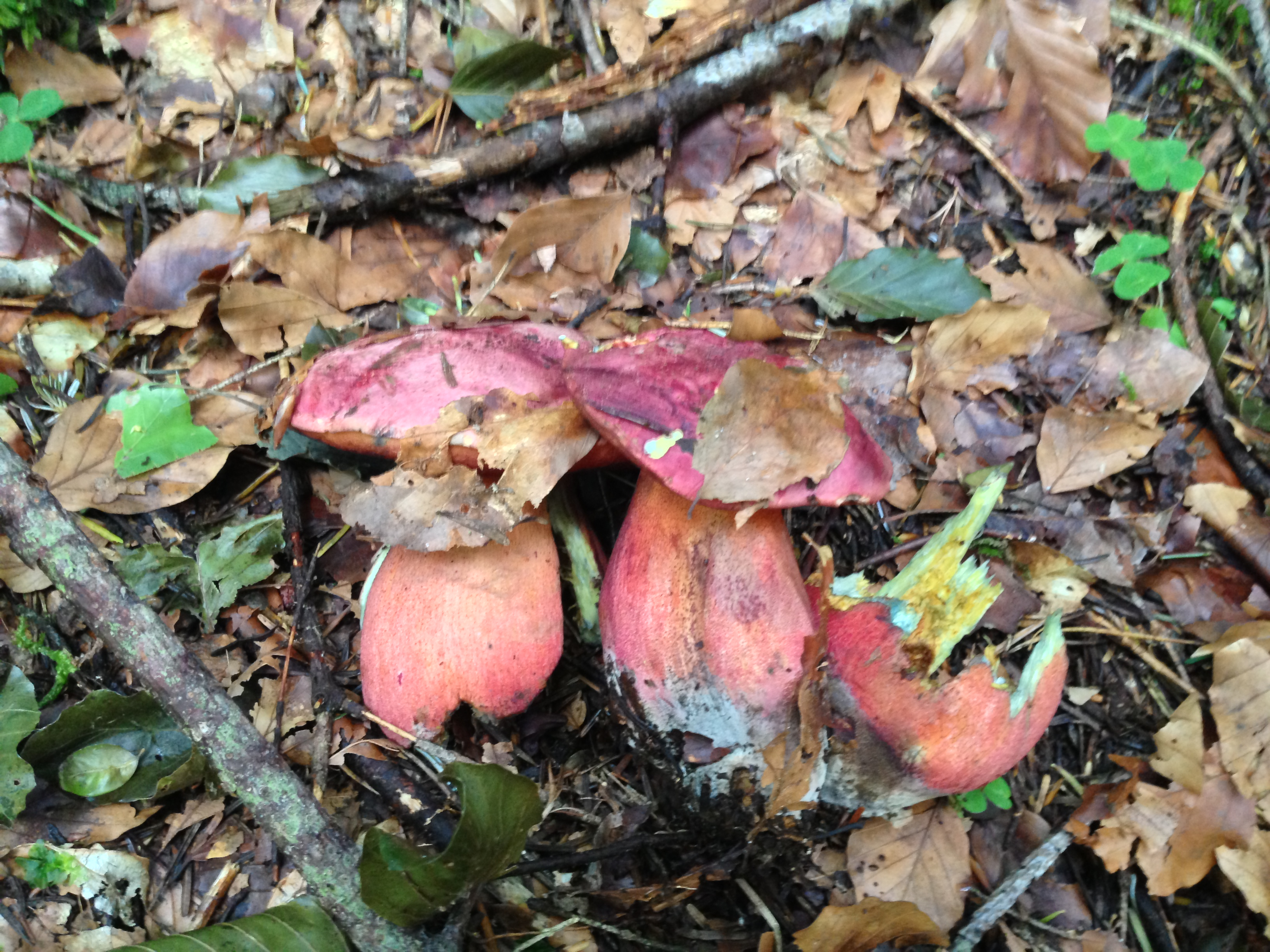
Boletus legaliae, 1968

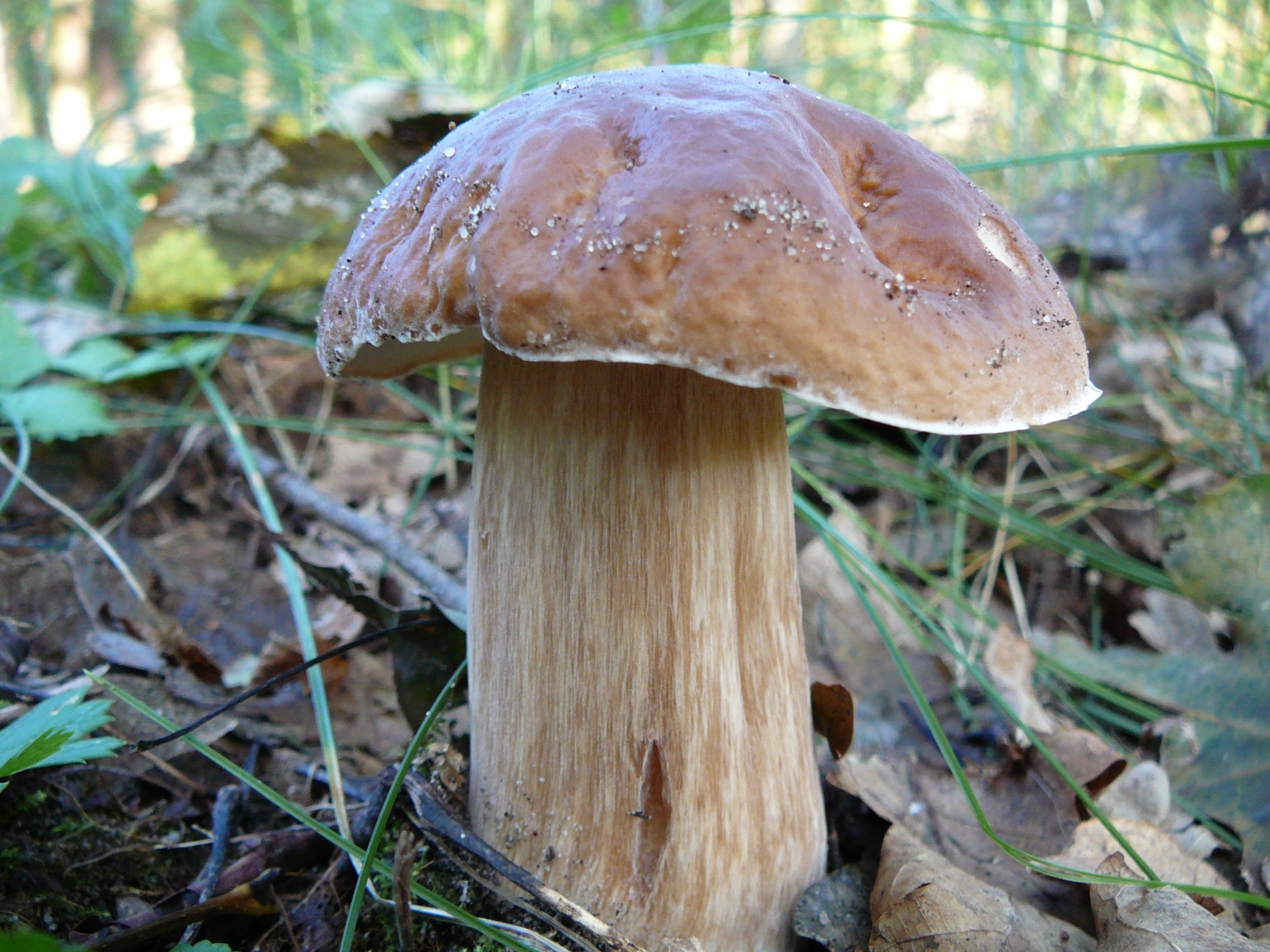
Boletus pinophilus, 1973

| - Stereaceae, familie, Pilát (1930) - Buchwaldoboletus, gen, Pilát (1969) - Dichostereum, gen, Pilát (1926) - Kavinia. Gen, Pilát (1938) - Porostereum, gen, Pilát (1937) - Skepperiella, gen, Pilát (1927) - Agaricus benesii (Pilát) Pilát (1951) - Agaricus fuscofibrillosus (F.H.Møller) Pilát - Agaricus mediofuscus (F.H.Møller) Pilát (1951), în prezent Agaricus langei - Antrodia pulvinascens (Pilát) Niemelä (1985) - Boletus legaliae Pilát (1968) - Boletus pinicola sin. Boletus pinophilus Pilát & Dermek (1974) - Buchwaldoboletus lignicola (Kallenb.) Pilát (1969) - Cantharellus pallens Pilát (1959) | - Dichostereum durum (Bourdot & Galzin) Pilát (1926) - Inonotus obliquus (Christian Hendrik Pers.: Fr.) Pilát - Kavinia alboviridis (Pilát) Pilát (1938) - Leccinum aurantiacum sin. Leccinum quercinum Pilát & Dermek (1974) - Leccinum melaneum (Smotl.) Pilát & Dermek (1974) - Lentinus sibiricus Pilát (1936) - Poria pearsonii Pilát (1935), în prezent Oxyporus corticola (Fr.) Ryvarden (1972) - Phellinus rimosus (Berk.) Pilát - Pleurotus arbuticola Pilát (1935) - Pleurotus romellianus Pilát (1935) - Porostereum phellodendri Pilát (1937) - Trametes conchifer (Schwein.: Fr.) Pilát - Trametes hirsuta (Wulfen) Pilát (1939) - Trametes pubescens (Schumach.) Pilát (1939) - Volvariella krizii Pilát |

## Ciuperci denumite în onoarea lui Albert Pilát

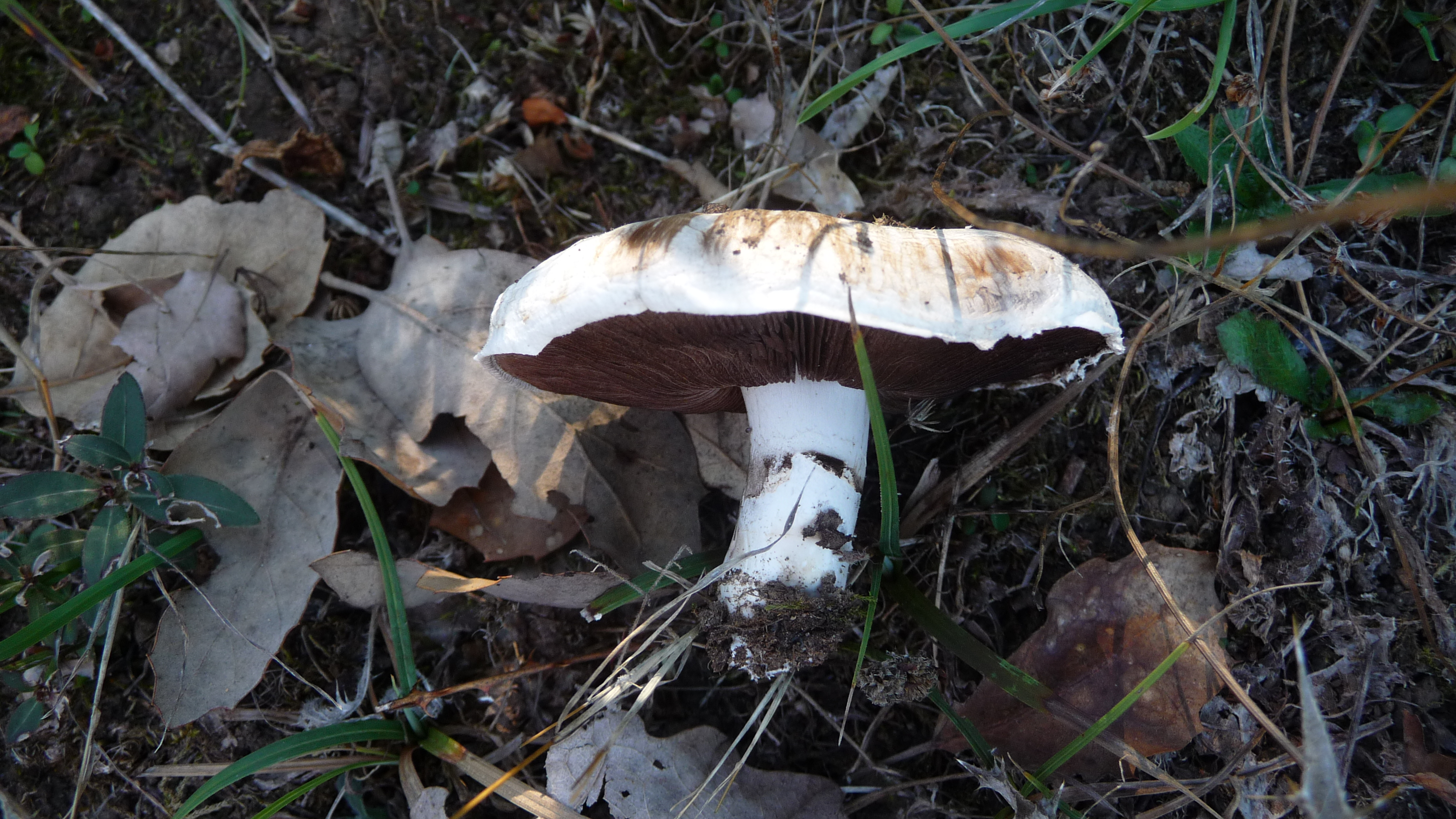
Agaricus albertii, 1988

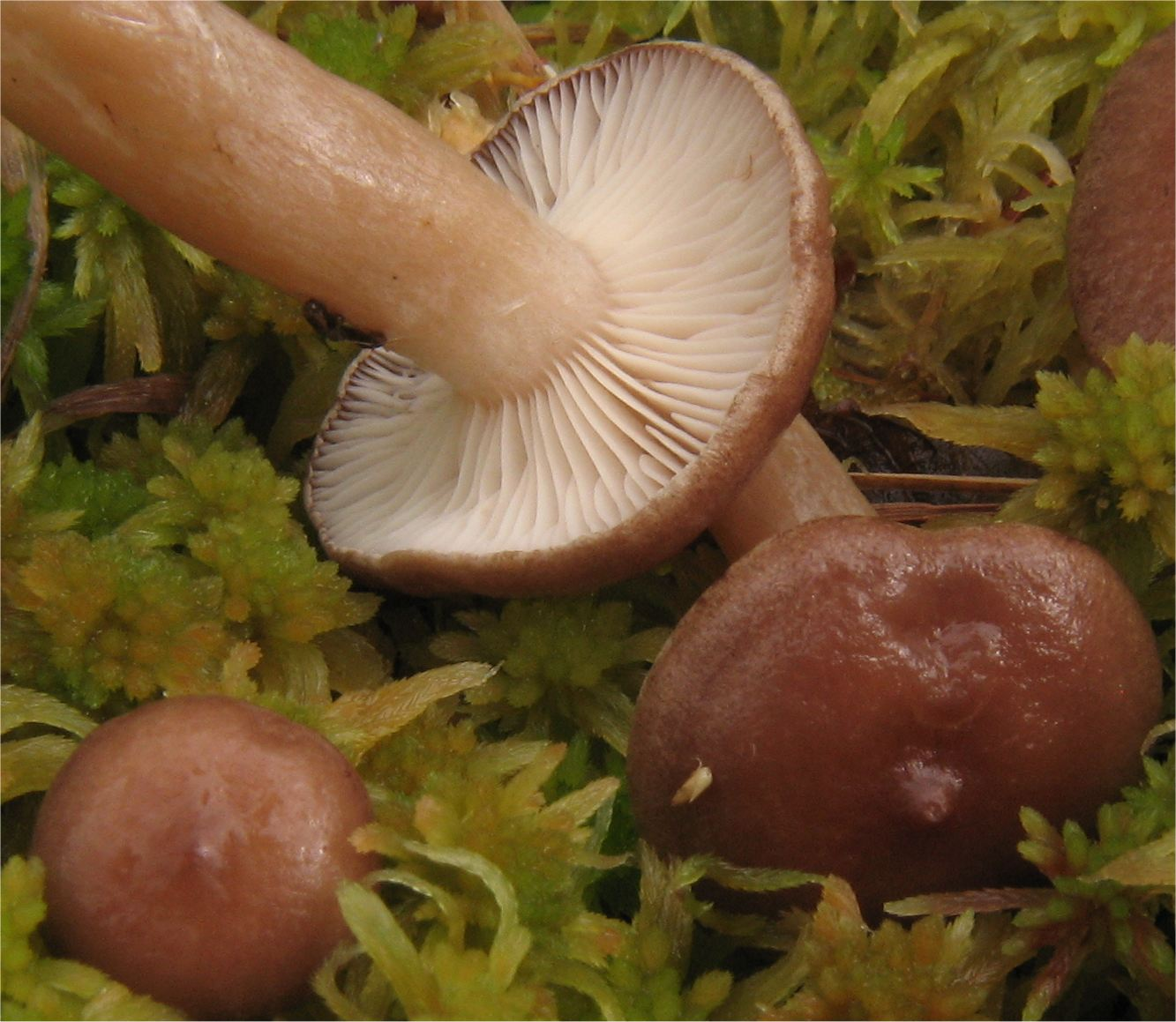
Lactarius pilatii, 1966

Nu numai, că marele micolog a determinat specii, genuri și familii de ciuperci, el a fost de asemenea onorat cu denumirea de 35 de specii de bureți în conformitate cu numele său:
| - Agaricus albertii Bon (1988), în prezent Agaricus macrosporus (F.H.Møller & Jul.Schff.) Pilát (1951) (Agaricaceae) - Cortinarius albertii Dima, Frøslev & T.S. Jeppesen (2006) (Cortinariaceae) - Pilatia Velen. (1934) (Hyaloscyphaceae) - Pilatoporus Kotl. & Pouzar 1990, în prezent Fomitopsis (Fomitopsidaceae) - Baeomyces pilatensis M. Choisy (1951) (Baeomycetaceae) - Biatora pilati Hepp 1857, în prezent Adelolecia pilati (Ramalinaceae) - Cenangium pilatii Velen. (1934) (Helotiaceae) - Corticium pilatii Boidin 1954, în prezent Clavulicium pilatii (Clavulinaceae) - Cortinarius pilatii Svrček (1968) (Cortinariaceae) - Crepidotus pilatii Raithelh. (1977) (Inocybaceae) - Crepidotus pilatii Velen. (1929) (Inocybaceae) - Flagelloscypha pilatii Agerer (1975) (Niaceae) - Gorgoniceps pilatii Velen. (1934) (Helotiaceae) | - Hypholoma pilatii Velen. (1922) (Strophariaceae) - Lachnea pilatii Velen. (1934), în prezent Scutellinia pilatii (Pyronemataceae) - Lactarius pilatii Z. Schaef. (1966) (Russulaceae) - Laeticorticium pilatii Parmasto (1965), în prezent Dentocorticium pilatii (Polyporaceae) - Lecideomyces pilatii (E.A. Thomas) Cif. & Tomas. (1953) (Ramalinaceae) - Lentinellus pilatii Herink (1953) (Auriscalpiaceae) - Lepiota pilatiana Demoulin (1966), în prezent Leucoagaricus pilatianus (Agaricaceae) - Leptonia pilatii Svrček (1953) (Entolomataceae) - Lycoperdon pilatii Velen. (1922) (Agaricaceae) - Pachydisca pilatii Svrček (1966) (Helotiaceae) - Parthenope pilatii Velen. (1939) (Helotiales) | - Peniophora pilatiana Pouzar & Svrček (1953) (Peniophoraceae) - Phellinus pilatii Černý (1968), în prezent Porodaedalea pilatii (Hymenochaetaceae) - Pluteus pilatii Velen. (1929) (Pluteaceae) - Poria pilatii Bourdot (1932) (Auriculariales) - Psalliota pilatii Velen. (1939) (Agaricaceae) - Pseudotapesia pilatii Velen. (1939) (Helotiales) - Russula pilatii Zvára (1932) (Russulaceae) - Rutstroemia pilatii Velen. (1934) (Rutstroemiaceae) - Spathularia pilatii Velen. (1939) (Cudoniaceae) - Tomentella pilatii Litsch. (1933) (Thelephoraceae) - Torulopsis pilatii F.H. Jacob, Faure-Reayn. & Berton (1979), în prezent Torulopsis pilatii (Pezizales) - Tricholoma pilatii Velen. (1925) (Tricholomataceae) |

## Publicații (selecție)

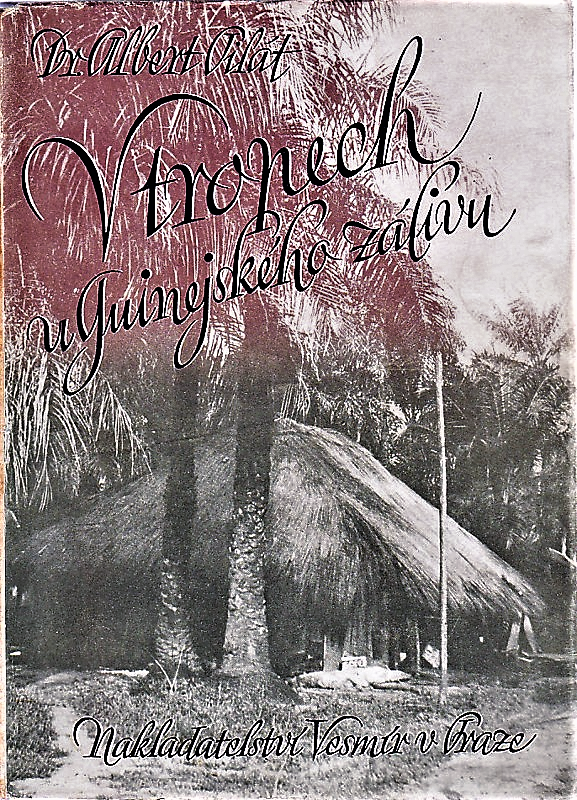
Albert Pilát: În tropicele din Golful Guineei, 1944

- Albert Pilát (1924) „Beiträge zur Kenntnis der Thelephoraceen: I. Die Cyphellaceen” și „Beiträge zur Kenntnis der Thelephoraceen: Zweiter Beitrag zur Kenntnis der tschechoslowakischen Cyphellaceen”, în: Annales Mycologici, vol. 22, nr.1, 1924, p. 204-218
- „Revision der zentraleuropäischen resupinaten Arten der Gattung Irpex Fr.”, în: Annales Mycologici, vol. 23, nr.3 1925, p. 302-307
- „Monographie der mitteleuropäischen Aleurodiscineen”, în: Annales Mycologici, vol. 24, nr.3, 1926, p. 203-230
- „Cesklovenske drevni houby: I. Stereum Pers”, în: Cesklovenská Akademie Zemedelská Sborník, vol. 5, nr.3 1930, p. 361–420
- „Einige seltenere Agaricaceen aus der Umgebung vom Plöckensteiner See im Böhmerwald”, Editura Čs. Klub mykologický, Praga 1930
- „Monographie der europäischen Polyporaceen mit besonderer Berücksichtigung zur Landwirtschaft”, in Beihefte zum Botanischen Centralblatt, nr. 48, 1931, p. 404-436
- „Atlas des champignons de l'Europe: Pleurotus Fries” (Monografie despre genul Pleurotus), vol. II, Editura Chez les éditeurs, Praga 1935 (împreună cu Charles Kavina)
- „Atlas des champignons de l'Europe: Polyporaceae” (Monografie despre genul Polypores), vol. III, Editura Chez les éditeurs, Praga 1936 (împreună cu Charles Kavina)
- „Atlas des champignons de l'Europe: Omphalia” (Monografie despre genul Omphalia), vol. IV, Editura Chez les éditeurs, Praga 1936 (împreună cu Charles Kavina)
- „V tropech u Guinejského zálivu” (În tropicele din Golful Guineei), Editura Vesmír, Praga 1941, 349 p.
- „Naše houby: kritické druhy našich hub”, vol. I, Brádza, Nakladatelství Českloslovenské Akademie Věd, Praha 1952 (cu ilustrații de Otto Ušák)
- „Über Vergiftungen mit der Speiselorchel, Gyromitra esculanta (Pers.) Fr.”, 1954 Editura Ferdinand Berger & Söhne Ges.m.b.H., Horn 1954, p. 349-354
- „Flora ČSR.: Gasteromycetes”, vol. 1, Editura ČSAV,  Praga 1958 (împreună cu Z. Moravec și Karel Cejp) 862 p.
- „Naše houby: kritické druhy našich hub”, vol. 2, Editura Brádza, Nakladatelství Československé Akademie Věd, Praha 1959 (cu ilustrații de Otto Ušák)
- „Mushrooms and Other Fungi”, Editura P. Nevill, Londra 1961 (cu ilustrații de Otto Ušák)
- „Houby Ceskoslovenska ve svém zivotním prostredí” (Bureții Cehoslovaciei în mediul lor), Editura Vydala Academia, Praga 1969
- „Hríbovité huby” (Ciupercile hrib), Editura Veda, Bratislava 1974 (împreună cu Aurel Dermek)